# La bara del vampiro
La bara del vampiro (El ataúd del vampiro) è un film del 1958 diretto da Fernando Méndez.
Il film è il seguito de La stirpe dei vampiri, girato nel 1957 dallo stesso regista.

## Trama
Il dottor Mendoza, aiutato da un ladro di cadaveri, si impadronisce delle spoglie mortali del conte di Lavud e le trasporta nell'ospedale in cui lavora, mostrandole poi al suo collega, il dottor Enrique Saldivar. Questi, sapendo che il conte era un vampiro, cerca in tutti i modi di convincere il dottor Mendoza del grave pericolo che stanno correndo tutti quelli che si trovano nell'ospedale (tra i quali c'è pure la fidanzata di Enrique, Marta, che con lui affrontò il conte qualche tempo prima nell'antica casa della Sierra Negra). Il profanatore di tombe e complice di Mendoza, tornato all'ospedale per rubare il prezioso medaglione del conte, riporterà accidentalmente in vita il vampiro, che tornerà così a minacciare Enrique e Marta.

## Distribuzione
Nel 1971 venne pubblicato il cineromanzo omonimo Suspense, n. 10, edito da New Edigraf.